# Pepa Nos
Pepa Nos, vlastním jménem Josef Nos (* 16. května 1949 Šumperk), je český písničkář, autor knih a učitel jógy. Jako písničkář vystupoval především v malých klubech a ve školách, příležitostně i na festivalech. Jeho písničky se jen zřídka objevují v rozhlase nebo v televizi. Je autorem více než 300 písní, ve většině případů s vlastními texty.

## Život
Dětství prožil ve Vidnavě, je potomkem lidového řezbáře. Vystudoval gymnázium v Jeseníku. V roce 1967 byl přijat na Vysokou školu strojní a textilní v Liberci, ale po měsíci ze školy odešel. Od roku 1968 studoval nejprve rok na jazykové škole v Ostravě, pak pět let angličtinu a francouzštinu na Karlově univerzitě v Praze.
Od roku 1974 veřejně vystupuje. Roku 1976 dostal půlroční zákaz činnosti za to, že si při vystoupení zul boty, tedy „svlékal se“. V roce 1982 mu bylo zakázáno profesionální vystupování a zároveň proti němu bylo zahájeno trestní řízení (nedovolené podnikání, příživnictví, rozkrádání majetku v socialistickém vlastnictví),[zdroj?] pod záminkou duševní poruchy mu byl odebrán řidičský průkaz.[zdroj?]
Roku 1982 se začal živit jako lektor angličtiny.[zdroj?] Roku 1984 byl na základě vykonstruovaných obvinění z hospodářské kriminality odsouzen na dva roky s podmínkou na pět let.[zdroj?] V roce 1985 byl zproštěn obvinění.[zdroj?]
Pořádal komorní festival Nosova koliba na své chalupě ve Vlčkové na Zlínsku. Roku 2000 pořádal festival Krylonoce na počest Karla Kryla, další ročníky se uskutečnily 2011 až 2013. Dlouhodobě se angažuje v ekologických aktivitách.[zdroj?] Od roku 1984 působí jako učitel jógy. Mluví plynně polsky, anglicky a francouzsky.[zdroj?]
Je ženatý, má dceru Lucii, která také koncertuje a dvěma písničkami hostuje na albu Rok 2000 (1999).

### Písničkářská činnost
Pepa Nos skládá a hraje od svých 16 let, jeho první písničkou, jakmile se naučil první tři akordy, byla Proč Amor do mě vstřelil šíp?. V osmdesátých letech byl spjat s písničkářským sdružením Šafrán.[zdroj⁠?!]
Zpívá převážně vlastní písničky. Mezi nejznámější Nosovy písničky patří Agent sí aj ej a Země je kulatá. Písnička Nedej se! dala název a příležitostnou část znělky stejnojmenného pořadu České televize. Do jeho repertoáru patří i přeložené texty jiných autorů (Časy se mění, The Times They Are Changing od Boba Dylana) nebo zhudebněné básně (Když… Rudyarda Kiplinga v přebásnění Otokara Fischera, od Františka Gellnera Babička Málková, To je teď celá moudrost moje, Noc byla. Usnout nemoh‘ jsem…, od Jaroslava Durycha Básníku, básníku).
Hraje na kytaru, foukací harmoniku, občas i na klavír. Texty zasahují od filosofických, duchovních a společensko-kritických témat až k pohrávání si s jazykem a situacemi. Často improvizuje. Na svých produkcích nejsoustavněji spolupracoval s basistou Jardou Kovářem a houslistou Slávkem Formanem.
Jeho výchovné koncerty a besedy na školách, na něž se nechával zvát, vyvolávaly velmi rozporuplné reakce. Nezřídka bývaly označovány jeho projevy za trapné, ale mezi žáky se našli i příznivci.

### Kritické reflexe
Podle spisu StB Nos „ve svých písních napadá současné zřízení ČSSR a zesměšňuje různá opatření stranických orgánů. Texty jeho písní jsou vesměs dvojsmyslné, plné invektiv…“ Jiří Černý v roce 1974 napsal: „Doslova mě zvedl Josef Nos, nejdřív podobností s Dlouhým Bidlem z Bratrstva kočičí pracky, potom nevídaným rozkročeným posedem a zlostně náruživým stylem hry na kytaru a nakonec svými výsměšnými popěvky proti měšťáctví, zápecnictví a unylosti. To už není talent, to je kus hotového stylu, navazujícího na nejlepší české předchůdce, ale přece ojedinělého…“ Vytýká mu „jednostrunnost, rýmovnický infantilismus na hranici humpoláctví, nevybíravost zbraní při útocích na posluchačské bránice“.
Recenzent Jan Sobotka nazval Nosův styl „neurotickým pidlikáním, sahajícím až kamsi k západoafrickým griotům“. Josef Vančura zmiňuje jeho „neuvěřitelné, absurdní frázování a grimasy“, ale i „písničky plné poetismu a něhy s překvapivě krásnými melodiemi, zpívané prostě, bez pitvoření“. Petr Korál zmiňuje „typicky nosovské hlasové vylomeniny“ a „obligátní legrácky, v nichž někdy sklouzává až za hranici vtipnosti a vkusu“, a že Nos „občas dokáže vysypat ze skladatelského rukávu tak silnou melodii, až se z toho tají dech“ a o „neuvěřitelně „vážných“ písničkách někdy bezmála existenciálního charakteru“. Vít Beat Nose charakterizuje slovy „divně mumlající mužík s vizáží jurodivého skřítka“, který „je ve své kritice nešetrný a nevyvážený, téměř dokonale kontroverzní, (…) důsledně antikomunistický, moralizující a kulturně elitistický“ a hlavním problémem jehož agitek je „přílišná doslovnost a nešťastná zaťatost“. Markéta Havelková ho charakterizuje: „Sarkasta a moralista, který se šklebí a pitvoří. Vydává nejrůznější zvuky napodobující nástroje. Ale zároveň dovede pak překvapit jako docela vážný autor poetických a melancholických písniček.“ a „jeho kritika je někdy už trochu vyšumělá.“

### Vztah se Státní bezpečností
Státní bezpečnost jej evidovala jako Kandidáta tajné spolupráce s krycím jménem Trubadúr. StB opakovaně Nose vyslýchala, komunistickou policii zajímaly především intimní informace o Vlastimilu Třešňákovi a o poměrech mezi organizátory „nezávislých“ kulturních akcí. Jiří Pallas, někdejší organizátor sdružení Šafrán, na svém blogu zveřejnil opis záznamu Státní bezpečnosti, podle nějž 24. dubna 1978 „dosud neprověřený pramen Trubadúr“ na schůzce s pracovníkem StB vypovídal o svém setkání s Třešňákem dne 20. dubna 1978 a sdělil citlivé údaje z Třešňákova osobního života.
Pepa Nos se opakovaně soudil s vydavateli novin, které o něm zveřejnily informaci, že podepsal spolupráci se Státní bezpečností. Informace se objevila 11. února 2004 v Mladé frontě DNES. Autoři uvedli, že ji vyslechli ústně od Vladimíra Justa, a ten se 18. listopadu 2005 Nosovi veřejně omluvil. Přesto i poté některé noviny informaci opakovaly. Dne 4. října 2006 vyhrál spor s Lidovými novinami a 30. listopadu 2006 vyhrál spor s Mladou frontou DNES.[zdroj?]
Dne 13. listopadu 2007 u Vrchního soudu v Praze bylo proti Nosovi použito svědectví Vlastimila Třešňáka a také článek z Obrany lidu z dubna 1990, kde citují Nose: „Chtěli, abych jim donášel zprávy z našeho prostředí…Přemýšlel jsem, jak se tomu bránit a pak jsem řekl tomu mému přemlouvači, že se na to docela těším, že si budeme zprávy předávat… A tohle celé jsem potom vykládal jako bezvadný fór, jenomže fůra lidí v té době, kdy bylo dusno, nepochopila ryzost té srandy.“
Dne 27. května 2008 Vrchní soud v Praze potvrdil rozsudek nižší instance a uložil žalované straně zaplatit Nosovi odškodné a náklady soudního řízení; MF DNES musela zveřejnit omluvu.[zdroj?] Nahrávku dvacetiminutové Třešňákovy výpovědi následně Nos zveřejnil.

### Politické angažmá a kontroverzní názory
Veřejně prezentuje své extrémně kritické a často nenávistné postoje a názory na homosexualitu, liberální politiku, islám, Evropskou unii, Ukrajinu atd.; např. v rozhovoru pro server Parlamentní listy prohlásil, že „buzeranti jsou nenormální, co si budeme povídat“. Ve svých glosách pravidelně slovně napadá a vulgárními výrazy označuje každého, kdo nesdílí jeho názor.
Sdílí a propaguje antivakcinační konspirační teorie, podporuje putinskou politiku Ruska a vítá jeho invazi na Ukrajinu, kterou označuje za fašistický „pseudostát“.[zdroj⁠?!]
Politicky se angažoval v okrajových protikomunistických aktivitách, veřejně sympatizoval například s Petrem Cibulkou a Vladimírem Hučínem. V roce 2002 jej Cibulkova strana Pravý blok prezentovala jako kandidáta na prezidenta republiky. V roce 2002 kandidoval do Poslanecké sněmovny PČR jako jediný kandidát za Balbínovu poetickou stranu ve Středočeském kraji. V roce 2010 kandidoval do Poslanecké sněmovny PČR za stranu Moravané v Moravskoslezském kraji. Do krajských voleb v roce 2012 vedl kandidátku strany Volte Pravý Blok ve Středočeském kraji. Ve volbách do Evropského parlamentu v roce 2014 kandidoval jako nestraník na 4. místě kandidátky strany Pravý blok, ale ani v jednom případě neuspěl.
Ve volbách do Senátu PČR v roce 2018 kandidoval jako nestraník za hnutí SPD v obvodu č. 38 – Mladá Boleslav. Se ziskem 4,47 % hlasů skončil na posledním 7. místě.
Ve volbách do Evropského parlamentu v květnu 2019 kandidoval jako nestraník na 15. místě kandidátky hnutí SPD, ale nebyl zvolen.
V roce 2022 aktivně vystupoval na protivládních demonstracích pořádaných Ladislavem Vrabelem.

## Diskografie
- Země je kulatá (1990), Multisonic (písně Země je kulatá, Ikarovo ouha, Pověz mi, voděnko, Copak asi dělá – účinkují Bambini di Praga, Uzený na hrášku, Chodím sem, chodím tam, Býval jsem, Když (If), Pivovarnická, Agent sí aj ej, Otitulovaní)
- Žádný strachy (1991), Multisonic (písně Žádný strachy, Časy se mění, Don Quijote, Nebeský lyžař, Joža Habán, Básníku, básníku, V tobě uvnitř, Jako bych, Hašlerky, Prázdná pokladna, Šípková Marjánka)
- Člověk (1992), Multisonic (kytarový doprovod Štěpán Rak, písně Člověk, Víkendová, Ve dvou se to lépe táhne, Můj chlapec materialista, Zamindrákovanej Johny, Babička Málková, Bílá díra, Divoká šárka, Plukovník, Vždyť ty vlastně už všechno máš)
- Měj rád! (1995), Wenkow (písně Měj rád, Opři se o mě, František z Assisi, O jeden den starší, Píseň pro Lucii, Louka, Pokrok, (a+b)2, Vodíková bomba, Čaroděj, S břízama, Jak je ti, Když mě nic nenapadá, Blues o hltu mlíka, O životě, Všude, kam se podívám, Hajdy na kutě, Vánoce)
- Ecce Homo (1997, většina písní anglicky), PEPANOS (písně Help me be a man, Banana bread, The Earth is round, You have already got it all, Oui, je flane, Like a bird, If, I used to be, Ecce homo, Agents, Mysliveček / A little huntsman)
- Rok 2000 (1999), PEPANOS (písně Rok 2000, Co bude?, Potopa, Carpe diem per Deum, Soudný den, Tulák, Utkvění času, Brány se otvíraj, Svině pod dubem, Už nechci, To chce klid, Profíci vlastního prospěchu, Ropáci, Zeptejte se lidí, O svobodě, Nedej se!, Primabalerína, bonus Lucie Nosové Alchymista a Můj zpěv)[8]
- Vysněný ráj (2001), Multisonic (písně Vysněný ráj, Země je kulatá, Ikarovo ouha, Žádný strachy, Chodím sem, chodím tam, Johnovi a Karlovi in memoriam, Pivovarnická, Copak asi dělá, Básníku, básníku, Joža Habán, Jako bych, Hašlerky, Prázdná pokladna)[7]
- Navzdory nepohodě (2004; nahrávky z roku 1978), Response media (písně Císařovy nové šaty, Píseň dívky zamilované do zpěváka pop-music, Časy se mění, Pověz mi, voděnko, Každej chvilku, Žádný strachy, Plukovník, Můj chlapec materialista, Pivovarnický bump, Jak si žijí, Joža Habán, To chce klid, Intelektuálka Amálka, Agent CIA, To je teď celá moudrost moje)[6]
- Bojové písně (2006), Carpe Diem (písně Rovnou za Nosem, Vysmátý idiot, Japný blboun, Unsere Gros Bruder, Kulturní vložka, Na větvi, Superstar, superstará…, Rudej trpajzlík, Jedno jsi, život teď, Jejda kejda, Takoví jsou, Čest, pravda, talent, Blues o hovně, Curva desolata, Noc byla. Usnout nemoh‘ jsem…, Jsi víc než všechny prachy světa)[9][10]
- Na bitevním poli (2006, 2007), DVD, Carpe Diem; dokument z koncertu na Slovensku (Gbely) a z natáčení CD Bojové písně.
- 4 pravdy (2008) PEPANOS, hlavní distributor Panther (písně Lidská blbost, Udavač z Karlína, Gates are opening / Brány se otvírají, Neděle velikonoční, celková délka 13 minut)
- Rovnou za nosem (2008), DVD, Carpe Diem (dva koncertní záznamy: Břeclav a Praha, dokument Damien Riba, bonusy z kostela, fotogalerie, klip To je teď celá moudrost moje)
- Bůh v hotelu Balkán (2011), CD, Carpe Diem (písně Dům v moři (Vladimír Jurka / Pepa Nos), V hotelu Balkán, Všechno je úplně stejné, úplně jiné, Časy se mění (The times they are-a-changing) (Bob Dylan / Pepa Nos), Bůh, Trable, Něžný revolucionář, Vždyť ty vlastně už všechno máš, Soudíme, Odvrácená tvář šoubyznysu, Rum smutně pil pan ředitel (František Gellner / Pepa Nos), Císařovy nové šaty, Pivní pouť, Je spousta věcí, Woodymu Guthriemu)

## Knihy
- Nejen zpěvník (1995), Baroko&Fox. Zpěvník písní s kytarovým doprovodem a něco navíc od Pepy Nose.
- Rovnou za Nosem (2008), Carpe diem. První knižní vydání textů doplněné reportáží z turné, které se uskutečnilo roku 2007 spolu s francouzským hudebníkem Damienem Ribou, doprovází na DVD nosiči záznam koncertů.
- Odvrácená tvář šoubyznysu (2011), nakl. Marek Belza. Úvahy o józe, Indii, soudních kauzách, stavu naší hudební scény i společnosti obecně.
- Josefovy Vánoce (2017), nakl. Marek Belza.